# Tierieszok (przystanek kolejowy)
Tierieszok (ros. Терешок) – przystanek kolejowy w pobliżu miejscowości Tierieszok, w rejonie poczinkowskim, w obwodzie smoleńskim, w Rosji. Położony jest na linii Briańsk – Smoleńsk.